# ヴェルシニキアの戦い
ヴェルシニキアの戦いは、813年にトラキアのヴェルシニキア要塞で行われた、クルム・ハーンとミカエル1世ランガベーとの間で行われた戦いである。ブルガリアが決定的な勝利をおさめた。

## 経過
2年前のプリスカの戦いの後、クルム率いるブルガリア軍はトラキアへの侵入と略奪を繰り返した。ミカエル1世は各地のテマから兵隊を呼び寄せて5月、ブルガリアに対する遠征を開始した。6月、ブルガリアと東ローマ両軍はアドリアノープル北のヴェルシニキアの小さな要塞で野営した。そこで両軍は約2週間ほどにらみ合っていたが、しびれを切らした東ローマ軍がブルガリア軍を攻撃して戦いは始まった。しかしブルガリア軍の逆襲によって東ローマ軍は総崩れとなり、戦いはブルガリア軍の勝利に終わった。

## 余波
クルムはまたしても大勝利をおさめ、トラキアの大部分を占領し、アドリアノープルとコンスタンティノープルの包囲を開始し、ほどなくアドリアノープルを占領した。